# Coupe du monde féminine de basket-ball des moins de 19 ans 2011
Navigation
Thaïlande 2009 Lituanie 2013
La Coupe du monde féminine de basket-ball des 19 ans et moins 2011 se déroule à Puerto Montt et Puerto Varas au Chili du 21 au 31 juillet 2011. Les États-Unis remportent leur cinquième titre de champion du Monde (le quatrième de suite), tandis que la délégation espagnole remporte la médaille d'argent pour la deuxième fois de suite.

## Rencontres

### Premier tour

#### Groupe A
| Rang | Équipe | Pts | J | G | P | Pp  | Pc  | Diff |  | Résultats (dom.\ext.) |       |       |       |       |
| ---- | ------ | --- | - | - | - | --- | --- | ---- |  | --------------------- | ----- | ----- | ----- | ----- |
| 1    | Canada | 6   | 3 | 3 | 0 | 250 | 154 | 96   |  | Canada                |       | 75-51 | 76-49 | 99-54 |
| 2    | Italie | 5   | 3 | 2 | 1 | 195 | 195 | 0    |  | Italie                | 51-75 |       | 70-64 | 74-56 |
| 3    | Chine  | 4   | 3 | 1 | 2 | 206 | 213 | -7   |  | Chine                 | 49-76 | 64-70 |       | 93-67 |
| 4    | Égypte | 3   | 3 | 0 | 3 | 177 | 266 | -89  |  | Égypte                | 54-99 | 56-74 | 67-93 |       |

#### Groupe B
| Rang | Équipe     | Pts | J | G | P | Pp  | Pc  | Diff |  | Résultats (dom.\ext.) |       |       |       |       |
| ---- | ---------- | --- | - | - | - | --- | --- | ---- |  | --------------------- | ----- | ----- | ----- | ----- |
| 1    | États-Unis | 6   | 3 | 3 | 0 | 244 | 165 | 79   |  | États-Unis            |       | 85-63 | 76-53 | 83-49 |
| 2    | Japon      | 5   | 3 | 2 | 1 | 243 | 220 | 23   |  | Japon                 | 63-85 |       | 90-64 | 90-71 |
| 3    | Russie     | 4   | 3 | 1 | 2 | 187 | 217 | -30  |  | Russie                | 53-76 | 64-90 |       | 70-51 |
| 4    | Argentine  | 3   | 3 | 0 | 3 | 171 | 243 | -72  |  | Argentine             | 49-83 | 71-90 | 51-70 |       |

#### Groupe C
| Rang | Équipe    | Pts | J | G | P | Pp  | Pc  | Diff |  | Résultats (dom.\ext.) |       |       |       |      |
| ---- | --------- | --- | - | - | - | --- | --- | ---- |  | --------------------- | ----- | ----- | ----- | ---- |
| 1    | Australie | 6   | 3 | 3 | 0 | 164 | 91  | 73   |  | Australie             |       | 67-45 | 77-46 | 20-0 |
| 2    | France    | 5   | 3 | 2 | 1 | 124 | 103 | 21   |  | France                | 45-67 |       | 59-36 | 20-0 |
| 3    | Chili     | 4   | 3 | 1 | 2 | 102 | 136 | -34  |  | Chili                 | 46-77 | 36-59 |       | 20-0 |
| 4    | Nigeria   | 3   | 3 | 0 | 3 | 0   | 60  | -60  |  | Nigeria               | 0-20  | 0-20  | 0-20  |      |

#### Groupe D
| Rang | Équipe   | Pts | J | G | P | Pp  | Pc  | Diff |  | Résultats (dom.\ext.) |       |       |       |       |
| ---- | -------- | --- | - | - | - | --- | --- | ---- |  | --------------------- | ----- | ----- | ----- | ----- |
| 1    | Brésil   | 6   | 3 | 3 | 0 | 226 | 164 | 62   |  | Brésil                |       | 71-64 | 88-50 | 67-50 |
| 2    | Espagne  | 5   | 3 | 2 | 1 | 216 | 176 | 40   |  | Espagne               | 64-71 |       | 77-47 | 75-58 |
| 3    | Taïwan   | 4   | 3 | 1 | 2 | 180 | 238 | -58  |  | Taïwan                | 50-88 | 47-77 |       | 83-73 |
| 4    | Slovénie | 3   | 3 | 0 | 3 | 181 | 225 | -44  |  | Slovénie              | 50-67 | 58-75 | 73-83 |       |

### Deuxième tour
Les 12 nations qualifiées du premier tour sont répartis en deux groupes de six : dans le groupe E les qualifiés des groupes A et B et dans le groupe F ceux des groupes C et D. Toutes les équipes jouent contre les qualifiés de la poule avec laquelle ils croisent, soit 3 matchs. Le classement final de ces deux groupes prend en compte les rencontres du premier tour et du second tour. Les quatre premiers sont qualifiés pour les quarts de finale. Les cinquièmes et sixièmes disputent la 9e place dans un tournoi à 4.

#### Groupe E
| Rang | Équipe     | Pts | J | G | P | Pp  | Pc  | Diff |  | Résultats (dom.\ext.) |       |       |       |       |       |       |
| ---- | ---------- | --- | - | - | - | --- | --- | ---- |  | --------------------- | ----- | ----- | ----- | ----- | ----- | ----- |
| 1    | Canada     | 12  | 6 | 6 | 0 | 448 | 316 | 132  |  | Canada                |       | 64-52 | 68-60 | 66-50 | -     | -     |
| 2    | États-Unis | 11  | 6 | 5 | 1 | 470 | 366 | 104  |  | États-Unis            | 52-64 |       | -     | -     | 94-60 | 80-77 |
| 3    | Japon      | 9   | 6 | 3 | 3 | 459 | 444 | 15   |  | Japon                 | 60-68 | -     |       | -     | 97-69 | 59-87 |
| 4    | Russie     | 9   | 6 | 3 | 3 | 364 | 391 | -27  |  | Russie                | 50-66 | -     | -     |       | 62-55 | 65-53 |
| 5    | Italie     | 8   | 6 | 2 | 4 | 379 | 448 | -69  |  | Italie                | -     | 60-94 | 69-97 | 55-62 |       | -     |
| 6    | Chine      | 8   | 6 | 2 | 4 | 423 | 417 | 6    |  | Chine                 | -     | 77-80 | 87-59 | 53-65 | -     |       |

#### Groupe F
| Rang | Équipe    | Pts | J | G | P | Pp  | Pc  | Diff |  | Résultats (dom.\ext.) |       |       |       |       |       |       |
| ---- | --------- | --- | - | - | - | --- | --- | ---- |  | --------------------- | ----- | ----- | ----- | ----- | ----- | ----- |
| 1    | Brésil    | 11  | 6 | 5 | 1 | 435 | 331 | 104  |  | Brésil                |       | 75-47 | 55-67 | -     | -     | 79-53 |
| 2    | Australie | 11  | 6 | 5 | 1 | 365 | 273 | 92   |  | Australie             | 47-75 |       | -     | 65-61 | 89-46 | -     |
| 3    | France    | 11  | 6 | 5 | 1 | 322 | 270 | 52   |  | France                | 67-55 | -     |       | 57-55 | 74-57 | -     |
| 4    | Espagne   | 9   | 6 | 3 | 3 | 415 | 346 | 69   |  | Espagne               | -     | 61-65 | 55-57 |       | -     | 83-48 |
| 5    | Taïwan    | 8   | 6 | 2 | 4 | 349 | 442 | -93  |  | Taïwan                | -     | 46-89 | 57-74 | -     |       | 66-41 |
| 6    | Chili     | 7   | 6 | 1 | 5 | 244 | 364 | -120 |  | Chili                 | 53-79 | -     | -     | 48-83 | 41-66 |       |

### Tableau final
|  | Quarts de finale          | Quarts de finale          | Quarts de finale          | Quarts de finale          |            |            | Demi-finales              | Demi-finales              | Demi-finales                  | Demi-finales                  |                               |                               | Finale                    | Finale                    | Finale                    | Finale                    |
|  |                           |                           |                           |                           |            |            |                           |                           |                               |                               |                               |                               |                           |                           |                           |                           |
|  | 29 juillet à Puerto Montt | 29 juillet à Puerto Montt | 29 juillet à Puerto Montt | 29 juillet à Puerto Montt |            |            | 30 juillet à Puerto Montt | 30 juillet à Puerto Montt | 30 juillet à Puerto Montt     | 30 juillet à Puerto Montt     |                               |                               | 31 juillet à Puerto Montt | 31 juillet à Puerto Montt | 31 juillet à Puerto Montt | 31 juillet à Puerto Montt |
|  | 29 juillet à Puerto Montt | 29 juillet à Puerto Montt | 29 juillet à Puerto Montt | 29 juillet à Puerto Montt |            |            | 30 juillet à Puerto Montt | 30 juillet à Puerto Montt | 30 juillet à Puerto Montt     | 30 juillet à Puerto Montt     |                               |                               | 31 juillet à Puerto Montt | 31 juillet à Puerto Montt | 31 juillet à Puerto Montt | 31 juillet à Puerto Montt |
|  | E1                        | Canada                    | 55                        | 55                        |            |            | 30 juillet à Puerto Montt | 30 juillet à Puerto Montt | 30 juillet à Puerto Montt     | 30 juillet à Puerto Montt     |                               |                               | 31 juillet à Puerto Montt | 31 juillet à Puerto Montt | 31 juillet à Puerto Montt | 31 juillet à Puerto Montt |
|  | E1                        | Canada                    | 55                        | 55                        |            |            | 30 juillet à Puerto Montt | 30 juillet à Puerto Montt | 30 juillet à Puerto Montt     | 30 juillet à Puerto Montt     |                               |                               | 31 juillet à Puerto Montt | 31 juillet à Puerto Montt | 31 juillet à Puerto Montt | 31 juillet à Puerto Montt |
|  | F4                        | Espagne                   | 69                        | 69                        |            |            | 30 juillet à Puerto Montt | 30 juillet à Puerto Montt | 30 juillet à Puerto Montt     | 30 juillet à Puerto Montt     |                               |                               | 31 juillet à Puerto Montt | 31 juillet à Puerto Montt | 31 juillet à Puerto Montt | 31 juillet à Puerto Montt |
|  | F4                        | Espagne                   | 69                        | 69                        | Espagne    | Espagne    | 55                        | 55                        |                               |                               |                               |                               | 31 juillet à Puerto Montt | 31 juillet à Puerto Montt | 31 juillet à Puerto Montt | 31 juillet à Puerto Montt |
|  | 29 juillet à Puerto Montt |                           |                           |                           | Espagne    | Espagne    | 55                        | 55                        |                               |                               |                               |                               | 31 juillet à Puerto Montt | 31 juillet à Puerto Montt | 31 juillet à Puerto Montt | 31 juillet à Puerto Montt |
|  |                           |                           | Australie                 | Australie                 | 49         | 49         |                           |                           |                               |                               |                               |                               | 31 juillet à Puerto Montt | 31 juillet à Puerto Montt | 31 juillet à Puerto Montt | 31 juillet à Puerto Montt |
|  | E3                        | Japon                     | Australie                 | Australie                 | 49         | 49         | 83                        | 83                        |                               |                               |                               |                               | 31 juillet à Puerto Montt | 31 juillet à Puerto Montt | 31 juillet à Puerto Montt | 31 juillet à Puerto Montt |
|  | E3                        | Japon                     | 30 juillet à Puerto Montt |                           |            |            | 83                        | 83                        |                               |                               |                               |                               | 31 juillet à Puerto Montt | 31 juillet à Puerto Montt | 31 juillet à Puerto Montt | 31 juillet à Puerto Montt |
|  | F2                        | Australie                 | 92                        | 92                        |            |            |                           |                           |                               |                               |                               |                               | 31 juillet à Puerto Montt | 31 juillet à Puerto Montt | 31 juillet à Puerto Montt | 31 juillet à Puerto Montt |
|  | F2                        | Australie                 | 92                        | 92                        | Espagne    | Espagne    | 46                        | 46                        |                               |                               |                               |                               |                           |                           |                           |                           |
|  | 29 juillet à Puerto Montt |                           |                           |                           | Espagne    | Espagne    | 46                        | 46                        |                               |                               |                               |                               |                           |                           |                           |                           |
|  |                           |                           | États-Unis                | États-Unis                | 69         | 69         |                           |                           |                               |                               |                               |                               |                           |                           |                           |                           |
|  | E2                        | États-Unis                | États-Unis                | États-Unis                | 69         | 69         | 70                        | 70                        |                               |                               |                               |                               |                           |                           |                           |                           |
|  | E2                        | États-Unis                |                           |                           |            |            |                           |                           |                               |                               |                               |                               |                           |                           |                           |                           |
|  | F3                        | France                    | 64                        | 64                        |            |            |                           |                           |                               |                               |                               |                               |                           |                           |                           |                           |
|  | F3                        | France                    | 64                        | 64                        | États-Unis | États-Unis | 82                        | 82                        | Match pour la troisième place | Match pour la troisième place | Match pour la troisième place | Match pour la troisième place |                           |                           |                           |                           |
|  | 29 juillet à Puerto Montt |                           |                           |                           | États-Unis | États-Unis | 82                        | 82                        | Match pour la troisième place | Match pour la troisième place | Match pour la troisième place | Match pour la troisième place |                           |                           |                           |                           |
|  |                           |                           | Brésil                    | Brésil                    | 66         | 66         |                           |                           | 31 juillet à Puerto Montt     | 31 juillet à Puerto Montt     | 31 juillet à Puerto Montt     | 31 juillet à Puerto Montt     |                           |                           |                           |                           |
|  | E4                        | Russie                    | Brésil                    | Brésil                    | 66         | 66         | 71                        | 71                        | 31 juillet à Puerto Montt     | 31 juillet à Puerto Montt     | 31 juillet à Puerto Montt     | 31 juillet à Puerto Montt     |                           |                           |                           |                           |
|  | E4                        | Russie                    |                           |                           |            |            |                           | 71                        |                               |                               | Australie                     | Australie                     | 67                        | 67                        |                           |                           |
|  | F1                        | Brésil                    | 73                        | 73                        |            |            |                           |                           |                               |                               | Australie                     | Australie                     | 67                        | 67                        |                           |                           |
|  | F1                        | Brésil                    | 73                        | 73                        | Brésil     | Brésil     | 70                        | 70                        |                               |                               |                               |                               |                           |                           |                           |                           |
|  |                           |                           |                           |                           |            |            |                           |                           |                               |                               |                               |                               |                           |                           |                           |                           |

### Matchs de classement

#### 5eà8eplace
Les quatre perdants des quarts de finale se retrouvent pour un tournoi à quatre sous forme de demi-finales et finales.
|  | Tour de classement        | Tour de classement        |                        |    | Match pour la 5e place    | Match pour la 5e place    |
|  | Tour de classement        | Tour de classement        |                        |    | Match pour la 5e place    | Match pour la 5e place    |
|  |                           |                           |                        |    |                           |                           |
|  | 30 juillet à Puerto Montt | 30 juillet à Puerto Montt |                        |    | 31 juillet à Puerto Montt | 31 juillet à Puerto Montt |
|  | 30 juillet à Puerto Montt | 30 juillet à Puerto Montt |                        |    | 31 juillet à Puerto Montt | 31 juillet à Puerto Montt |
|  | Canada                    | 77                        |                        |    | 31 juillet à Puerto Montt | 31 juillet à Puerto Montt |
|  | Canada                    | 77                        |                        |    | 31 juillet à Puerto Montt | 31 juillet à Puerto Montt |
|  | Japon                     | 71                        |                        |    | 31 juillet à Puerto Montt | 31 juillet à Puerto Montt |
|  | Japon                     | 71                        | Canada                 | 70 |                           |                           |
|  | 30 juillet à Puerto Montt |                           | Canada                 | 70 |                           |                           |
|  |                           | France                    | 52                     |    |                           |                           |
|  | France                    | France                    | 52                     | 82 |                           |                           |
|  | France                    |                           |                        | 82 |                           |                           |
|  | Russie                    | 50                        |                        |    |                           |                           |
|  | Russie                    | 50                        | Match pour la 7e place |    |                           |                           |
|  |                           |                           |                        |    |                           |                           |
|  | 31 juillet à Puerto Montt |                           |                        |    |                           |                           |
|  |                           |                           |                        |    |                           |                           |
|  | Japon                     | 71                        |                        |    |                           |                           |
|  | Japon                     | 71                        |                        |    |                           |                           |
|  | Russie                    | 66                        |                        |    |                           |                           |
|  | Russie                    | 66                        |                        |    |                           |                           |

#### 9eà12eplace
Les pays éliminés à l'issue du deuxième tour (classés 5 et 6 des groupes E et F) se retrouvent pour un tournoi à quatre sous forme de demi-finales et finales.
|  | Tour de classement        | Tour de classement        |                         |    | Match pour la 9e place    | Match pour la 9e place    |
|  | Tour de classement        | Tour de classement        |                         |    | Match pour la 9e place    | Match pour la 9e place    |
|  |                           |                           |                         |    |                           |                           |
|  | 29 juillet à Puerto Montt | 29 juillet à Puerto Montt |                         |    | 30 juillet à Puerto Montt | 30 juillet à Puerto Montt |
|  | 29 juillet à Puerto Montt | 29 juillet à Puerto Montt |                         |    | 30 juillet à Puerto Montt | 30 juillet à Puerto Montt |
|  | Italie                    | 67                        |                         |    | 30 juillet à Puerto Montt | 30 juillet à Puerto Montt |
|  | Italie                    | 67                        |                         |    | 30 juillet à Puerto Montt | 30 juillet à Puerto Montt |
|  | Chili                     | 48                        |                         |    | 30 juillet à Puerto Montt | 30 juillet à Puerto Montt |
|  | Chili                     | 48                        | Italie                  | 62 |                           |                           |
|  | 29 juillet à Puerto Montt |                           | Italie                  | 62 |                           |                           |
|  |                           | Chine                     | 66                      |    |                           |                           |
|  | Chine                     | Chine                     | 66                      | 88 |                           |                           |
|  | Chine                     |                           |                         | 88 |                           |                           |
|  | Chinese Taipei            | 50                        |                         |    |                           |                           |
|  | Chinese Taipei            | 50                        | Match pour la 11e place |    |                           |                           |
|  |                           |                           |                         |    |                           |                           |
|  | 30 juillet à Puerto Montt |                           |                         |    |                           |                           |
|  |                           |                           |                         |    |                           |                           |
|  | Chili                     | 49                        |                         |    |                           |                           |
|  | Chili                     | 49                        |                         |    |                           |                           |
|  | Chinese Taipei            | 86                        |                         |    |                           |                           |
|  | Chinese Taipei            | 86                        |                         |    |                           |                           |

#### 13eà16eplace
Les équipes éliminées au premier tour (classées 4e des groupes A, B, C et D) se retrouvent pour un tournoi à quatre sous forme de demi-finales et finales.
|  | Tour de classement        | Tour de classement        |                         |    | Match pour la 13e place   | Match pour la 13e place   |
|  | Tour de classement        | Tour de classement        |                         |    | Match pour la 13e place   | Match pour la 13e place   |
|  |                           |                           |                         |    |                           |                           |
|  | 25 juillet à Puerto Varas | 25 juillet à Puerto Varas |                         |    | 26 juillet à Puerto Varas | 26 juillet à Puerto Varas |
|  | 25 juillet à Puerto Varas | 25 juillet à Puerto Varas |                         |    | 26 juillet à Puerto Varas | 26 juillet à Puerto Varas |
|  | Égypte                    | 73                        |                         |    | 26 juillet à Puerto Varas | 26 juillet à Puerto Varas |
|  | Égypte                    | 73                        |                         |    | 26 juillet à Puerto Varas | 26 juillet à Puerto Varas |
|  | Argentine                 | 94                        |                         |    | 26 juillet à Puerto Varas | 26 juillet à Puerto Varas |
|  | Argentine                 | 94                        | Argentine               | 89 |                           |                           |
|  | 25 juillet à Puerto Montt |                           | Argentine               | 89 |                           |                           |
|  |                           | Slovénie                  | 69                      |    |                           |                           |
|  | Nigeria                   | Slovénie                  | 69                      | 0  |                           |                           |
|  | Nigeria                   |                           |                         | 0  |                           |                           |
|  | Slovénie                  | 20                        |                         |    |                           |                           |
|  | Slovénie                  | 20                        | Match pour la 15e place |    |                           |                           |
|  |                           |                           |                         |    |                           |                           |
|  | 26 juillet à Puerto Montt |                           |                         |    |                           |                           |
|  |                           |                           |                         |    |                           |                           |
|  | Egypte                    | 20                        |                         |    |                           |                           |
|  | Egypte                    | 20                        |                         |    |                           |                           |
|  | Nigeria                   | 0                         |                         |    |                           |                           |
|  | Nigeria                   | 0                         |                         |    |                           |                           |

## Classement final
| Place                    | Équipe         | Vict.-Déf. |           |
| Vainqueur                | Vainqueur      | Vainqueur  | Vainqueur |
| ------------------------ | -------------- | ---------- | --------- |
| 1                        | États-Unis     | 8 - 1      |           |
| Échec en finale          |                |            |           |
| 2                        | Espagne        | 5 - 4      |           |
| Échec en ½ finale        |                |            |           |
| 3                        | Brésil         | 7 - 2      |           |
| 4                        | Australie      | 6 - 3      |           |
| Échec en ¼ de finale     |                |            |           |
| 5                        | Canada         | 8 - 1      |           |
| 6                        | France         | 6 - 3      |           |
| 7                        | Japon          | 4 - 5      |           |
| 8                        | Russie         | 3 - 6      |           |
| Éliminé au deuxième tour |                |            |           |
| 9                        | Chine          | 4 - 4      |           |
| 10                       | Italie         | 3 - 5      |           |
| 11                       | Chinese Taipei | 3 - 5      |           |
| 12                       | Chili          | 1 - 7      |           |
| Éliminé au premier tour  |                |            |           |
| 13                       | Argentine      | 2 - 3      |           |
| 14                       | Slovénie       | 1 - 4      |           |
| 15                       | Egypte         | 1 - 4      |           |
| 16                       | Nigeria        | 0 - 5      |           |

## Leaders statistiques
| Catégorie                  | Joueur           | Pays       | Statistiques |
| -------------------------- | ---------------- | ---------- | ------------ |
| Points par match           | Damiris Dantas   | Brésil     | 20,9         |
| Rebonds par match          | Damiris Dantas   | Brésil     | 12,6         |
| Passes décisives par match | Rui Machida      | Japon      | 6,2          |
| Interceptions par match    | Debora Carangelo | Italie     | 2,6          |
| Contres par match          | Breanna Stewart  | États-Unis | 1,7          |

## Récompenses individuelles
Les récompenses individuelles sont les suivantes :
- Meilleure joueuse :  Damiris Dantas
- Meilleure marqueuse :  Damiris Dantas
- Équipe type : 
  -  Damiris Dantas
  -  Rui Machida
  -  Ariel Massengale
  -  Breanna Stewart
  -  Astou Ndour